# Roberto L. Zito
Roberto Leandro Aníbal Zito Torre (Montevideo, Uruguay, 13 de marzo de 1922 - Alabama, Estados Unidos, 1993) fue un magistrado uruguayo, quien se desempeñó como Procurador del Estado en lo Contencioso Administrativo entre 1980 y 1989.

## Primeros años
Nació en Montevideo el 13 de marzo de 1922,hijo de Roberto Zito Mancini y de María Angélica Torre Acosta.
Cursó estudios en la Facultad de Derecho de la Universidad de la República, donde obtuvo el título de abogado en 1950.

## Juez de Paz en el interior
En octubre de 1950 ingresó a la carrera judicial como Juez de Paz de la primera sección judicial de Rocha, con sede en la ciudad de Rocha.

## Fiscal Letrado en el interior
En setiembre de 1954 abandonó el Poder Judicial y se incorporó al Ministerio Público al ser designado Fiscal Letrado de Treinta y Tres,cargo que ocupó durante casi ocho años.
En junio de 1962 fue trasladado a la Fiscalía Letrada de San José.

## Fiscal Letrado en la capital
En diciembre de 1966 ascendió a cumplir funciones en Montevideo como Fiscal de Hacienda de Segundo Turno.
Permaneció en dicha Fiscalía durante casi catorce años.

## Procurador del Estado en lo Contencioso Administrativo
El 14 de octubre de 1980 fue designado Procurador del Estado en lo Contencioso Administrativo, cargo que se encontraba vacante luego del cese por límite de edad de Federico Capurro Calamet.
Conforme lo dispuesto por la Constitución, que se remite respecto de las condiciones para ocupar el cargo a las determinadas para los miembros del Tribunal de lo Contencioso Administrativo, que a su vez se regulan por lo previsto para los integrantes de la Suprema Corte de Justicia, Zito podía permanecer como Procurador hasta completar diez años en su cargo en 1990. 
Sin embargo, optó por retirarse en abril de 1989,siendo reemplazado en el cargo por Mariano Brito.

## Vida personal. Fallecimiento
Contrajo matrimonio en 1956 con María Amparo Oteiza,con quien tuvo dos hijas, Carina y Mariela Zito Oteiza.
Roberto Zito falleció en Alabama, Estados Unidos, en 1993, a los 71 años de edad.